# Druckstock
Der Druckstock ist der Oberbegriff für ein im Hochdruck (Buchdruck) verwendetes, seitenverkehrtes Bildelement.
Der Druckstock wird manuell von Formschneidern in Holz (als Holzstock) oder Metall geschnitten oder manuell oder maschinell geätzt (Klischee). Er lässt sich mittels der Stereotypie oder Galvanoplastik duplizieren. Die Druckstöcke bilden zusammen mit den Textelementen, der aus Einzellettern in Holz geschnittenen oder in Metall gegossene Schrifttypen oder Schriftzeilen, die Druckform. Auch Linol- oder Gummi- oder Kunststoffschnitte können als Druckstöcke dienen.
Die Oberfläche des Druckstocks wird auf die gleiche Höhe gebracht wie die Lettern, was durch Aufkleben auf eine entsprechend hohe Unterlage, wie Blei-, Metall- und Kunststoffstege oder Holz geschieht. Klischees werden auch auf Holzunterlagen genagelt.
Druckstöcke aus Holz und Linoleum sind relativ weich und lassen sich leicht manuell bearbeiten, sie werden bevorzugt im künstlerischen Bereich verwendet. Von ihnen können nur kleine bis mittlere Auflagen gedruckt („abgezogen“) werden, meist für Druckgrafiken, bibliophile Ausgaben oder Plakate. Zum Prägen eignen sich Druckstöcke aus verstahltem Kupfer, aus Messing oder Stahl.
Erste Druckstöcke aus Stein wurden in China etwa um 200 v. Chr. (Erfindung des Papiers), Holztafeldruck für Bücher ab dem 7. Jahrhundert verwandt.

Druckstöcke: Galvano, Klischee auf Holz aufgeblockt und Klischee
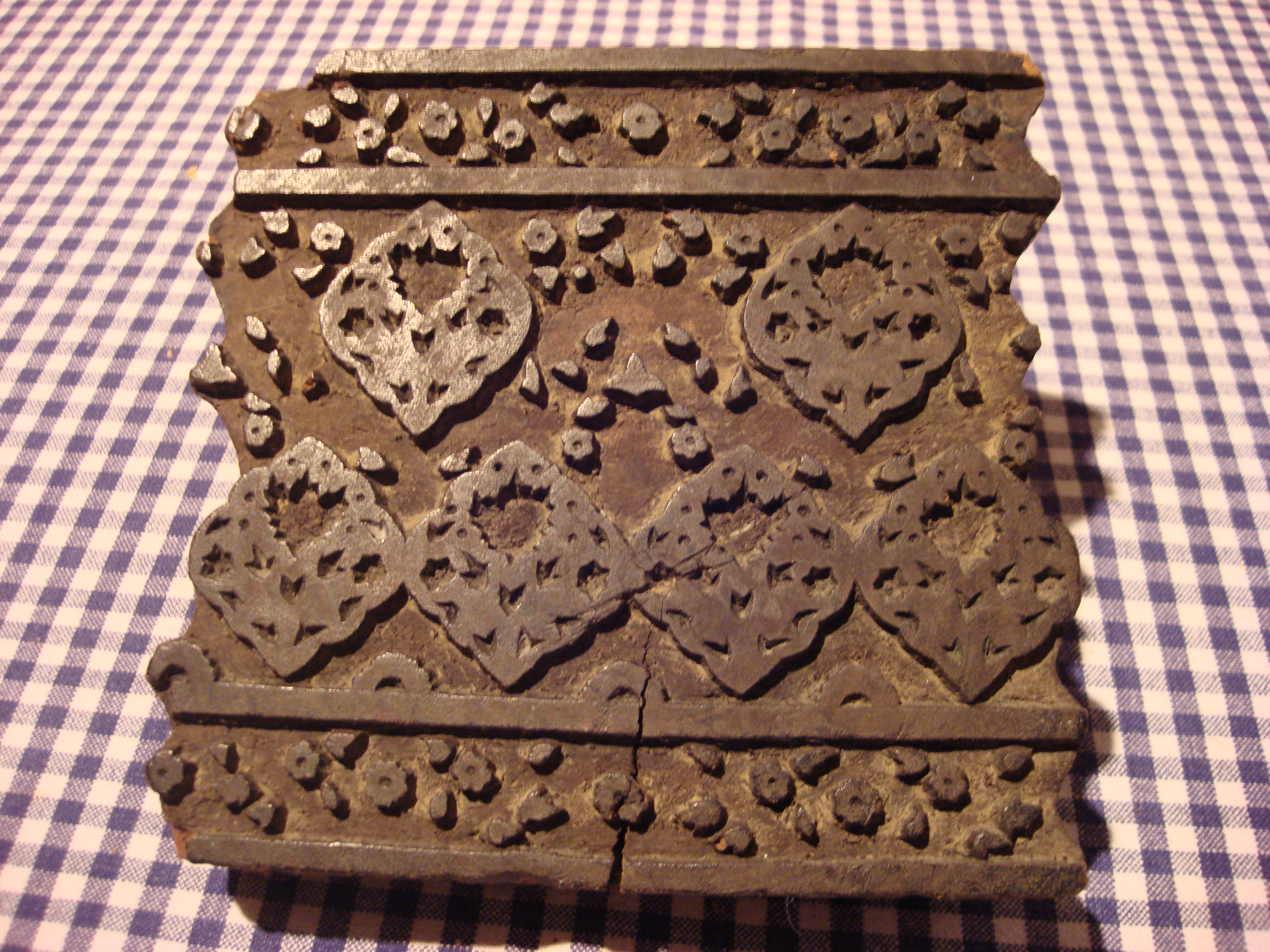
Holzschnittform für den Textildruck
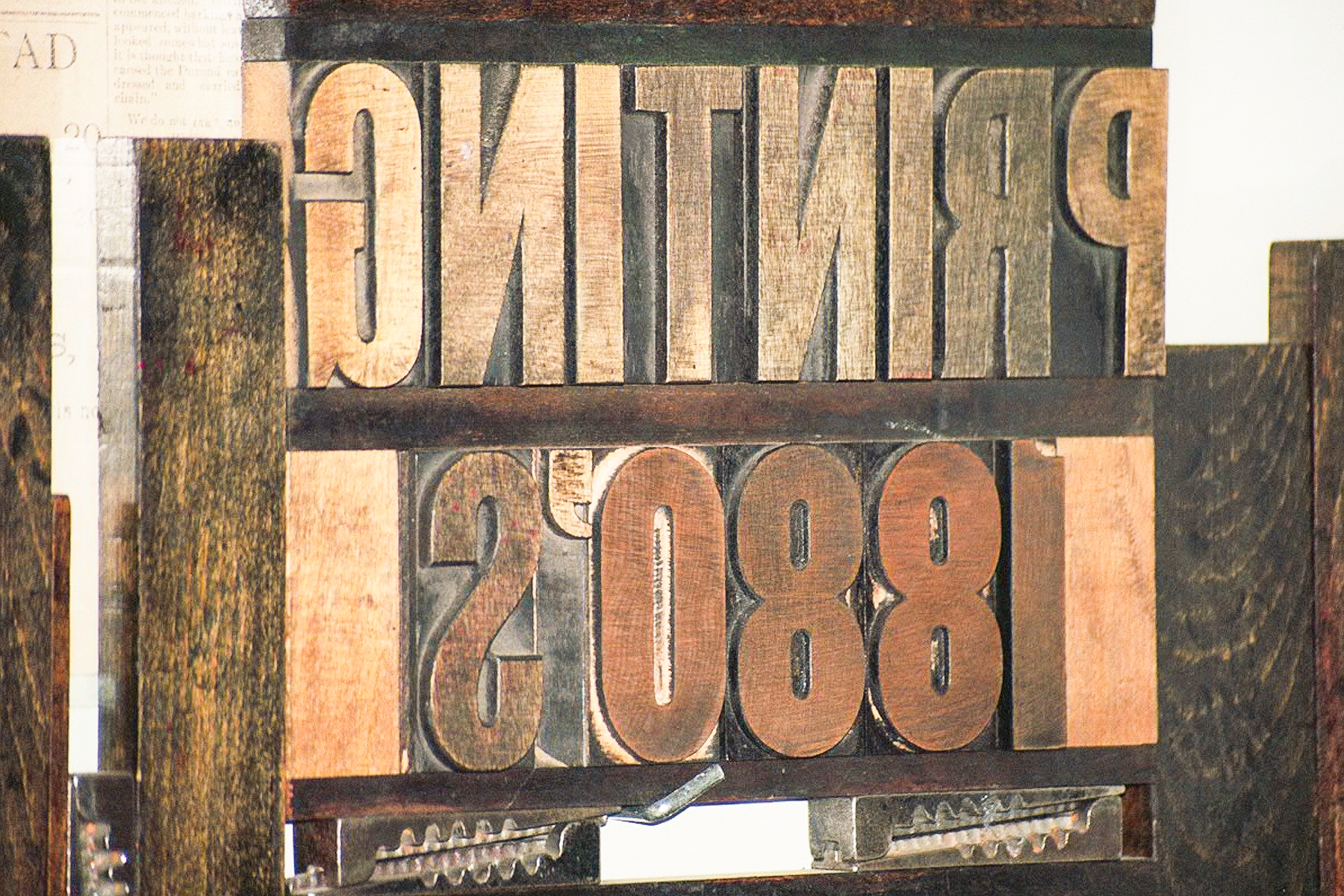
Historische Holzlettern
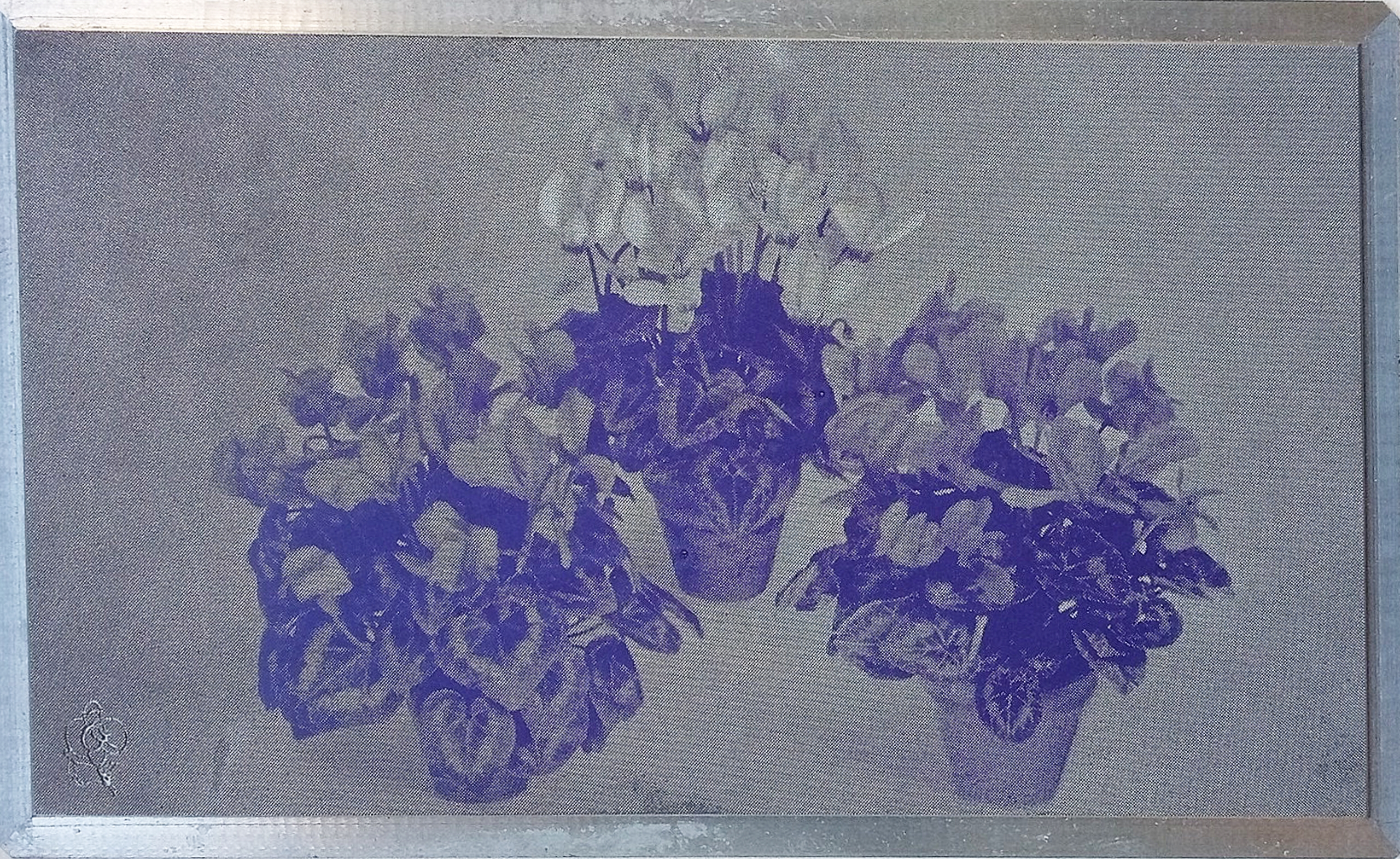
Rasterklischee für Halbtonabbildungen aus Zink zum Buchdruck